# Dilmah
Dilmah é uma marca internacional de chá do Sri Lanka fundada em 1988 por Merrill J. Fernando. O nome "Dilmah" foi escolhido pela combinação dos primeiros nomes de seus filhos, Dilhan e Malik. Ele está disponível em mais de 100 países, incluindo Estônia, Reino Unido, Turquia, Lituânia, Malásia, Singapura, Paquistão, Polônia, Rússia, Hungria, Canadá, Chile, Argentina, Portugal, África do Sul, Austrália, Índia, Indonésia, Japão, Estados Unidos, Arábia Saudita, Suíça, Taiwan e Nova Zelândia. Em 2009, foi considerada a sexta maior marca de chá do mundo.

## História
O fundador da empresa, Merril Fernando, nasceu em 1930 na aldeia de Pallansena, perto de Negombo. Ele se mudou para Colombo, onde se tornou um dos provadores de chá do Ceilão, treinando em Mincing Lane, Londres.
Em 1974, Fernando comprou suas primeiras propriedades de chá para tentar produzir chá do Sri Lanka e, em 1981, fundou a Ceylon Tea Services Limited.
Em 1985, Merril Fernando convenceu o varejista australiano de supermercados Coles a estocar sua marca de chá, Dilmah. Ele conversou com um comprador da Coles sobre como estocar seu chá e acabou conquistando-o. Em 1988, uma loja da Coles em Melbourne começou a estocar Dilmah em suas prateleiras. Ele acabou se espalhando por 35 outras lojas Coles em Victoria e então a Woolworths começou a vender o produto também. A Dilmah posteriormente exportou o chá para a Nova Zelândia, onde atualmente é a marca mais vendida, e também para Europa e América do Norte. Hoje, a Austrália responde por 10% das vendas globais anuais de Dilmah no varejo.  Em setembro de 2009, a Ceylon Tea Services, controladora da Dilmah, faturou 5,2 milhões de dólares com receita de 19,7 milhões de dólares, ante lucro de 1,3 milhão de dólares, contra receita de 18,6 milhões de dólares no ano anterior.